# Andreï Kharlov
Andreï Kharlov est un joueur d'échecs russe né le 20 novembre 1968 et mort le 15 juin 2014. Il était Grand maître international depuis 1992 et parvint en quart de finale du championnat du monde FIDE en 2004.
Son meilleur classement Elo fut 2 656, atteint en juillet 2001, ce qui le plaçait à la 32e place mondiale.

## Années 1990
Kharlov finit premier ex æquo du championnat de la R.S.F.S.R (Russie) (ex æquo avec Kramnik, Markhov et Sorokhine) et du tournoi de maîtres de Kherson en 1991 (ex æquo avec Kramnik et Ibraguimov),

## Années 2000
Pendant l'été 2000, Kharlov fit partie de l'équipe  de Garry Kasparov qui préparait  championnat du monde d'échecs 2000 (classique) contre Vladimir Kramnik.
En 2000, il finit premier ex æquo (quatrième au départage) du championnat d'Europe d'échecs individuel en 2000 à Saint-Vincent, puis deuxième ex æquo du championnat de Russie en 2000.
En 2005, il termnina premier ex æquo de l'Open Aeroflot.

## Championnats du monde (2000 et 2004)
Andreï Kharlov a participé au Championnat du monde de la Fédération internationale des échecs 2000 (éliminé au deuxième tour par Veselin Topalov) après avoir battu Hansen.
Lors du Championnat du monde de la Fédération internationale des échecs 2004 où il parvint en huitième de finale après avoir battu Rustem Dautov au premier tour, Ivan Sokolov au deuxième tour, Rafael Leitao au troisième tour et Liviu-Dieter Nisipeanu au quatrième tour (huitième de finale). Il fut éliminé par Veselin Topalov en quart de finale.